# 대한민국의 국가민속문화유산 (1960년대~1970년대)
국가민속문화유산(國家民俗文化遺産)은 대한민국에서 의식주, 사회생활, 민속, 신앙 등의 일상생활에서 사용되는 것 가운데 상대적으로 중요하다고 생각되는 것이다.

## 지정 목록

### 1960년대 지정
| 번호 | 사진 | 명칭 | 소재지                                                         | 관리자 (단체)               | 지정일                                            | 참조 |
| 1호  |      | 덕온공주 당의 (德溫公主 唐衣) (Semi-formal Jacket Worn by Princess Deokon)                                              | 경기 용인시 수지구 죽전동 126번지 단국대학교 석주선기념박물관  | 단국대학교 석주선기념박물관 | 1964년 12월 7일 지정                              |      |
| 2호  |      | 심동신 금관조복 (沈東臣 金冠朝服) (Official Attire Worn by Sim Dong-sin)                                                | 경기 용인시 수지구 죽전로 152, 단국대석주선기념박물관 (죽전동) | 단국대학교 석주선기념박물관 | 1964년 12월 7일 지정                              |      |
| 3호  |      | 광해군 내외 및 상궁 옷 (光海君 內外 및 尙宮 옷) (Clothes Worn by King Gwanghaegun, His Queen Consort, and a Court Lady) | 경남 합천군 가야면 해인사길 122, 해인사 (치인리)               | 해인사                      | 1965년 10월 12일 지정                             |      |
| 4호  |      | 외재 이단하 내외 옷 (畏齋 李端夏 內外 옷) (Clothes Worn by Yi Dan-ha and His Wife)                                      | 강원 정선군                                                    | 이위                        | 1965년 10월 12일 지정                             |      |
| 5호  |      | 강릉 선교장 (江陵 船橋莊) (Seongyojang House, Gangneung)                                                                | 강원 강릉시 운정길 63 (운정동)                                 | 이강백                      | 1967년 4월 20일 지정                              |      |
| 6호  |      | 사영 김병기 일가 옷 (思穎 金炳冀 一家 옷) (Clothes Worn by Kim Byeong-gi and His Family)                                | 서울 성북구 안암동 1 고려대학교박물관                          | 고려대학교                  | 1968년 2월 19일 지정                              |      |
| 7호  |      | 통영 문화동 벅수 (統營 文化洞 벅수) (Guardian Post of Munhwa-dong, Chungmu)                                             | 경남 통영시 문화동 95-123                                      | 통영시                      | 1968년 11월 23일 지정, 2015년 11월 16일 명칭 변경 |      |
| 8호  |      | 구례 운조루 고택 (求禮 雲鳥樓 古宅) (Unjoru Historic House, Gurye)                                                      | 전남 구례군 토지면 운조루길 59 (오미리)                        | 유홍수                      | 1968년 11월 25일 지정, 2017년 2월 28일 명칭변경   |      |
| 9호  |      | 삼덕리 마을제당 (三德里 마을祭堂) (Guardian Post of Munhwa-dong, Chungmu)                                               | 경남 통영시 산양읍 장군봉문개길 255 (삼덕리)                   | 통영시                      | 1968년 11월 23일 지정                             |      |
| 10호 |      | 창녕 진양하씨 고택 (昌寧 晉陽河氏 古宅) (Historic House of the Jinyang Ha Clan, Changnyeong)                            | 경남 창녕군 창녕읍 시장1길 63 (술정리)                         | 하경목                      | 1968년 11월 25일 지정, 2017년 2월 28일 명칭변경   |      |
| 11호 |      | 나주 불회사 석장승 (羅州 佛會寺 石長栍) (Stone Guardian Post of Bulhoesa Temple, Naju)                                  | 전남 나주시 다도면 마산리 212                                  | 불회사                      | 1968년 12월 12일 지정                             |      |
| 12호 |      | 나주 운흥사 석장승 (羅州 雲興寺 石長栍) (Stone Guardian Post of Unheungsa Temple, Naju)                                 | 전남 나주시 다도면 암정리 954                                  | 운흥사                      | 1968년 12월 12일 지정                             |      |
| 13호 |      | 경산 정원용 의대 (經山 鄭元容 衣帶) (Clothes and Belt Worn by Jeong Won-yong, Gyeongsan)                                | 서울 종로구 청와대로 1, 국립민속박물관 (세종로)                | 국립민속박물관              | 1968년 12월 12일 지정                             |      |
| 14호 |      | 고창 오거리 당산 (高敞 五巨里 堂山) (Village Guardians of Ogeo-ri, Gochang)                                             | 전북 고창군 고창읍 읍내리                                      | 고창군                      | 1969년 12월 15일 지정                             |      |
| 15호 |      | 남원 실상사 석장승 (南原 實相寺 石長栍) (Stone Guardian Post of Silsangsa Temple, Namwon)                               | 전북 남원시 산내면 입석리 50                                   | 실상사                      | 1969년 12월 15일 지정                             |      |

### 1970년대 지정
| 번호   | 사진 | 명칭 | 소재지                                                 | 관리자 (단체)           | 지정일 | 참조 |
| 16호   |      | 방상시 탈 (方相氏 탈) (Bangsangsi Mask) | 서울 용산구 서빙고로 137, 국립중앙박물관 (용산동6가)   | 국립중앙박물관          | 1970년 3월 24일 지정                                                                                                   |      |
| 17호   |      | 국사당의 무신도 (國師堂의 巫神圖) (Paintings of Shamanistic Spirits in Guksadang Shrine)                                                             | 서울 종로구                                            | 김성규                  | 1970년 3월 24일 지정                                                                                                   |      |
| 18호   |      | 부안 서문안 당산 (扶安 西門안 堂山) (Village Guardians within the West Gate of Buanz)                                                                | 전북 부안군 부안읍 서외리 192, 205, 171                | 부안군                  | 1970년 5월 20일 지정                                                                                                   |      |
| 19호   |      | 부안 동문안 당산 (扶安 東門안 堂山) (Village Guardians within the East Gate of Buan)                                                                 | 전북 부안군 부안읍 동중리 387-2                        | 부안군                  | 1970년 5월 20일 지정                                                                                                   |      |
| 20호   |      | 남원 서천리 당산 (南原 西川里 堂山) (Village Guardians of Seocheon-ri, Namwon)                                                                       | 전북 남원시 운봉면 서천리 348-1                        | 남원시                  | 1970년 5월 20일 지정                                                                                                   |      |
| 21호   |      | 남이흥장군 일가 유품 (南以興將軍 一家 遺品) (Artifacts Used by General Nam I-heung and His Family)                                                   | 충남 당진시                                            | 의령남씨충장공파대종중  | 1970년 12월 19일 지정                                                                                                  |      |
| 22호   |      | 윤증 가의 유품 (尹拯 家의 遺品) (Artifacts Used by Yun Jeung and His Family)                                                                         | 충남 공주시                                            | 충남역사문화연구원      | 1970년 12월 19일 지정                                                                                                  |      |
| 23호   |      | 경주 양동마을 송첨 종택 (慶州 良洞마을 松詹 宗宅) (Songcheom Head House in Yangdong Village, Gyeongju)                                               | 경북 경주시 강동면 양동리 223                          | 손성훈                  | 1970년 12월 29일 지정, 2017년 2월 28일 명칭변경                                                                        |      |
| 24호   |      | 영천 매산 고택과 산수정 (永川 梅山 古宅과 山水亭) (Maesan Historic House and Sansujeong Pavilion, Yeongcheon)                                        | 경북 영천시 임고면 삼매매곡길 356-6 (삼매리)           | 정용채                  | 1970년 12월 29일 지정, 2017년 2월 28일 명칭변경                                                                        |      |
| 25호   |      | 의성김동주씨가옥 (의성김동주씨가옥) | 경북 의성군 단촌면 후평리 158                          | 김동주                  | 1970년 12월 29일 지정, 1988년 12월 23일 해제, 화재로 인하여 문화재 가치를 상실                                         |      |
| 26호   |      | 정읍 김명관 고택 (井邑 金命寬 古宅) (Gim Myeong-gwan‘s Historic House, Jeongeup)                                                                     | 전북 정읍시 산외면 공동길 72-10 (오공리)               | 김봉만                  | 1971년 5월 27일 지정, 2017년 2월 28일 명칭변경                                                                         |      |
| 27호   |      | 경주 최부자댁 (慶州 崔富者宅) (Historic House of "Rich Man" Choe, Gyeongju)                                                                          | 경북 경주시 교동 69                                    | 영남대학교 박물관       | 1971년 5월 27일 지정, 2017년 2월 28일 명칭변경                                                                         |      |
| 28호   |      | 인왕산 국사당 (仁旺山 國師堂) (Guksadang Shrine of Inwangsan Mountain)                                                                               | 서울 종로구 통일로18가길 20 (무악동)                   | 김성규                  | 1973년 7월 16일 지정                                                                                                   |      |
| 29호   |      | 사명대사의 금란가사와 장삼 (泗溟大師의 金襴袈裟와 長衫) (Buddhist Monk Samyeong's Outer Vestment and Robe)                                           | 경남 밀양시 단장면 표충로 1338 (구천리)                | 표충사                  | 1973년 7월 16일 지정                                                                                                   |      |
| 30-1호 |      | 보부상 유품(1) (褓負商 遺品(1)) (Artifacts of Peddlers)                                                                                              | 충남 공주시                                            |                         | 1973년 7월 16일 지정                                                                                                   |      |
| 30-2호 |      | 보부상 유품(2) (褓負商 遺品(2)) (Artifacts of Peddlers)                                                                                              | 충남 예산군                                            |                         | 1973년 7월 16일 지정                                                                                                   |      |
| 30-3호 |      | 보부상 유품(3) (褓負商 遺品(3)) (Artifacts of Peddlers)                                                                                              | 충남 부여군                                            |                         | 1973년 7월 16일 지정                                                                                                   |      |
| 30-4호 |      | 보부상 유품(4) (褓負商 遺品(4)) (Artifacts of Peddlers)                                                                                              | 충남 공주시                                            |                         | 1973년 7월 16일 지정                                                                                                   |      |
| 30-5호 |      | 보부상 유품(5) (褓負商 遺品(5)) (Artifacts of Peddlers)                                                                                              | 충남 공주시                                            |                         | 1973년 7월 16일 지정                                                                                                   |      |
| 30-6호 |      | 보부상 유품(6) (褓負商 遺品(6)) (Artifacts of Peddlers)                                                                                              | 충남 공주시                                            |                         | 1973년 7월 16일 지정                                                                                                   |      |
| 31호   |      | 남은들 상여 (남은들 喪輿) (Bier of Nameundeul Village)                                                                                               | 서울 종로구 세종로 1-57 국립고궁박물관                 | 국립고궁박물관          | 1974년 3월 15일 지정                                                                                                   |      |
| 32호   |      | 제주 애월 말방아 (濟州 涯月 말방아) (Horse Mill of Aewol, Jeju)                                                                                      | 제주 제주전역                                          | 계원일동                | 1975년 10월 13일 지정                                                                                                  |      |
| 33호   |      | 삼척 신리 너와집과 민속유물 (三陟 新里 너와집과 民俗遺物) (Shingled House and Folk Artifacts in Sin-ri, Samcheok)                                    | 강원 삼척시 도계읍 문의재로 1223-9 (신리)              | 삼척시                  | 1975년 10월 21일 지정, 2017년 2월 28일 명칭변경                                                                        |      |
| 34호   |      | 경주 월암 종택 (慶州 月菴 宗宅) (Wolam Head House, Gyeongju)                                                                                         | 경북 경주시 식혜골길 35 (탑동)                         | 김필하                  | 1977년 1월 8일 지정 |      |
| 35호   |      | 각궁 (角弓) (Horn Bow) | 서울 노원구                                            | 육군사관학교 육군박물관 | 1976년 12월 31일 지정                                                                                                  |      |
| 36호   |      | 정충신장군 유품 (鄭忠信將軍 遺品) (Artifacts Used by General Jeong Chung-sin)                                                                        | 충남 서산시                                            | 정종설·정종열           | 1978년 6월 21일 지정                                                                                                   |      |
| 37호   |      | 학성 이천기 일가 묘 출토복식 (鶴城 李天機 一家 墓 出土服飾) (Clothes Excavated from the Tombs of Yi Cheon-gi and His Family, Hakseong)               | 울산 남구 두왕로 277 (신정동, 울산박물관)              | 울산박물관              | 1979년 1월 23일 지정                                                                                                   |      |
| 38호   |      | 정공청 유품 (鄭公淸 遺品) (Clothes Excavated from the Tomb of Hong Geuk-ga)                                                                          | 울산 남구 두왕로 277 (신정동, 울산박물관)              | 울산박물관              | 1979년 1월 23일 지정                                                                                                   |      |
| 39호   |      | 고창 신재효 고택 (高敞 申在孝 古宅) (Clothes Excavated from the Tomb of Hong Geuk-ga)                                                                | 전북 고창군 고창읍 읍내리 453                          | 고창군                  | 1979년 1월 26일 지정                                                                                                   |      |
| 40호   |      | 홍극가 묘 출토복식 (洪克家 墓 出土服飾) (Clothes Excavated from the Tomb of Hong Geuk-ga)                                                            | 경북 안동시 경동로 1375 (송천동,안동대학교)            | 안동대학교 박물관       | 1979년 1월 23일 지정                                                                                                   |      |
| 41호   |      | 운봉수 향낭 (雲鳳繡 香囊) (Incense Bag with Embroidered Cloud and Phoenix Design)                                                                    | 서울 강남구                                            | 허동화                  | 1979년 1월 23일 지정                                                                                                   |      |
| 42호   |      | 일월수 다라니주머니 (日月繡 陀羅尼주머니) (Dharani Bag with Embroidered Sun and Moon Design)                                                         | 서울 강남구                                            | 허동화                  | 1979년 1월 23일 지정                                                                                                   |      |
| 43호   |      | 오조룡 왕비 보 (五爪龍 王妃 補) (Horsehair Hat Worn by King Gojong (Presumed))                                                                       | 서울 강남구                                            | 허동화                  | 1979년 1월 23일 지정                                                                                                   |      |
| 44호   |      | 전(傳) 고종 익선관 (傳 高宗 翼善冠) (Horsehair Hat Worn by King Gojong (Presumed))                                                                   | 서울 광진구 군자동 산2                                 | 세종대학교              | 1979년 1월 23일 지정                                                                                                   |      |
| 45호   |      | 전(傳) 고종갓 (傳 高宗 갓) (Horsehair Hat Worn by King Gojong (Presumed))                                                                            | 서울 광진구 군자동 산2                                 | 세종대학교              | 1979년 1월 23일 지정                                                                                                   |      |
| 46호   |      | 전(傳) 고종 패옥 (傳 高宗 佩玉) (Jade Pendant Worn by King Gojong (Presumed))                                                                        | 서울 광진구 군자동 산2                                 | 세종대학교              | 1979년 1월 23일 지정                                                                                                   |      |
| 47호   |      | 별전 괴불(17족) (別錢 괴불(17足)) (Ceremonial Robe Worn by a Crown Princess)                                                                         | 서울 광진구 군자동 산2                                 | 세종대학교              | 1979년 1월 23일 지정                                                                                                   |      |
| 48호   |      | 동궁비 원삼 (東宮妃 圓衫) (Ceremonial Robe Worn by a Crown Princess)                                                                                 | 서울 광진구 군자동 산2                                 | 세종대학교              | 1979년 1월 23일 지정                                                                                                   |      |
| 49호   |      | 전(傳) 황후 황원삼 (傳 皇后 黃圓衫) (Yellow Ceremonial Robe Worn by an Empress (Presumed))                                                           | 서울 광진구 군자동 산2                                 | 세종대학교              | 1979년 1월 23일 지정                                                                                                   |      |
| 50호   |      | 옥색 명주 장옷 (玉色 明紬 장옷) (Woman's Jade-green Silk Overcoat)                                                                                   | 서울 광진구 군자동 산2                                 | 세종대학교              | 1979년 1월 23일 지정                                                                                                   |      |
| 51호   |      | 청색 숙고사 장옷 (靑色 熟庫紗 장옷) (Woman's Blue Boiled-silk Overcoat)                                                                              | 서울 광진구 군자동 산2                                 | 세종대학교              | 1979년 1월 23일 지정                                                                                                   |      |
| 52호   |      | 광화당 원삼 (光華堂 圓衫) (Ceremonial Robe Worn by Royal Concubine Gwanghwadang)                                                                     | 서울 광진구 군자동 산2                                 | 세종대학교              | 1979년 1월 23일 지정                                                                                                   |      |
| 53호   |      | 토황색 명주 저고리 (土黃色 明紬 저고리) (Woman's Brown Silk Jacket)                                                                                  | 서울 광진구 군자동 산2                                 | 세종대학교              | 1979년 1월 23일 지정                                                                                                   |      |
| 54호   |      | 황후 적의 (皇后 翟衣) (Ceremonial Robe Worn by an Empress)                                                                                           | 서울 광진구 군자동 산2                                 | 세종대학교              | 1979년 1월 23일 지정                                                                                                   |      |
| 55호   |      | 황후 청석 (皇后 靑舃) (Blue Ceremonial Shoes Worn by an Empress)                                                                                     | 서울 광진구 군자동 산2                                 | 세종대학교              | 1979년 1월 23일 지정                                                                                                   |      |
| 56호   |      | 수복칠보석류문 황갈단 당의 (壽福七寶石榴紋 黃褐緞 唐衣) (Woman's Yellow-Brown Semi-formal Jacket)                                                    | 서울 광진구 군자동 산2                                 | 세종대학교              | 1979년 1월 23일 지정                                                                                                   |      |
| 57호   |      | 수복칠보석류보상화문 황갈단 당의 (壽福七寶石榴寶相花紋 黃褐緞 唐衣) (Woman's Yellow-Brown Semi-formal Jacket)                                        | 서울 광진구 군자동 산2                                 | 세종대학교              | 1979년 1월 23일 지정                                                                                                   |      |
| 58호   |      | 곤룡포 부 용문보 (袞龍袍 付 龍紋補) (King's Robe with Dragon Insignia)                                                                               | 서울 광진구 군자동 산2                                 | 세종대학교              | 1979년 1월 23일 지정                                                                                                   |      |
| 59호   |      | 십장생수 이층롱 (十長生繡 二層籠) (Two-tiered Chest Embroidered with Ten Symbols of Longevity)                                                       | 서울 용산구 효창원로 52 (신창동,숙명여자대학교)        | .                       | 1979년 1월 23일 지정                                                                                                   |      |
| 60호   |      | 초충수병(4폭) (草蟲繡屛(4幅)) (Folding Screen Embroidered with Grass and Insects (Four Panels))                                                      | 서울 용산구 효창원로 52 (신창동,숙명여자대학교)        | 숙명여자대학교          | 1979년 1월 23일 지정                                                                                                   |      |
| 61호   |      | 청초중단 (靑綃中單) (Blue Silk Inner Robe) | 서울 서대문구 이화여대길 52 (대현동,이화여자대학교)    | 이화여자대학교          | 1979년 1월 23일 지정                                                                                                   |      |
| 62호   |      | 적초의 (赤綃衣) (Red Silk Robe) | 서울 서대문구 이화여대길 52 (대현동,이화여자대학교)    | 이화여자대학교          | 1979년 1월 23일 지정                                                                                                   |      |
| 63호   |      | 왕비 록원삼 (王妃 綠圓衫) (Green Ceremonial Robe for the Queen Consort)                                                                              | 서울 서대문구 이화여대길 52 (대현동,이화여자대학교)    | 이화여자대학교          | 1979년 1월 23일 지정                                                                                                   |      |
| 64호   |      | 자수요와 이불 (刺繡요와 이불) | 서울 서대문구 이화여대길 52 (대현동)                   | .                       | 1979년 1월 23일 지정, 1987년 3월 9일 해제, 중국 청대(淸代)의 옷을 이용해 제작한 것으로, 중요민속자료 지정기준에 부적합 |      |
| 65호   |      | 흥선대원군 기린흉배 (興宣大院君 麒麟胸背) (Heungseon Daewongun's Rank Badge with Girin Design)                                                       | 대구 수성구 청호로 321-0 (황금동, 국립대구박물관)      | 국립대구박물관          | 1979년 1월 23일 지정                                                                                                   |      |
| 66호   |      | 구장복 (九章服) (King's Ceremonial Robe with Nine Embroidered Symbols)                                                                               | 서울 용산구 서빙고로 137, 국립중앙박물관 (용산동6가)   | 국립중앙박물관          | 1979년 1월 23일 지정                                                                                                   |      |
| 67호   |      | 적의본 및 폐슬본 (翟衣本 및 蔽膝本) (Patterns for the Queen Consort’s Ceremonial Robe and Front Cloth Panel)                                         | 서울 용산구 서빙고로 137, 국립중앙박물관 (용산동6가)   | 국립중앙박물관          | 1979년 1월 23일 지정                                                                                                   |      |
| 68호   |      | 제주 성읍마을 객주집 (濟州 城邑마을 客主집) (Gaekjujip House in Seongeup Village, Jeju)                                                              | 제주 서귀포시 표선면 성읍정의현로34번길 32 (성읍리)    | 제주도                  | 1979년 1월 26일 지정, 2017년 2월 28일 명칭변경                                                                         |      |
| 69호   |      | 제주 성읍마을 고평오 고택 (濟州 城邑마을 高平五 古宅) (Go Pyeong-o's Historic House in Seongeup Village, Jeju)                                       | 제주 서귀포시 표선면 성읍정의현로34번길 5-3 (성읍리)   | 제주도                  | 1979년 1월 26일 지정, 2017년 2월 28일 명칭변경                                                                         |      |
| 70호   |      | 제주 성읍마을 고창환 고택 (濟州 城邑마을 高昌煥 古宅) (Go Chang-hwan's Historic House in Seongeup Village, Jeju)                                     | 제주 서귀포시 표선면 성읍서문로 4-7 (성읍리)           | 제주도                  | 1979년 1월 26일 지정, 2017년 2월 28일 명칭변경                                                                         |      |
| 71호   |      | 제주 성읍마을 한봉일 고택 (濟州 城邑마을 韓奉日 古宅) (Han Bong-il's Historic House in Seongeup Village, Jeju)                                       | 제주 서귀포시 표선면 성읍정의현로34번길 22-10 (성읍리) | 제주도                  | 1979년 1월 26일 지정, 2017년 2월 28일 명칭변경                                                                         |      |
| 72호   |      | 제주 성읍마을 대장간집 (濟州 城邑마을 대장간집) (The Blacksmith's House in Seongeup Village, Jeju)                                                   | 제주 서귀포시 표선면 성읍정의현로34번길 5-6 (성읍리)   | 제주도                  | 1979년 1월 26일 지정, 2017년 2월 28일 명칭변경                                                                         |      |
| 73호   |      | 경주 양동마을 낙선당 고택 (慶州 良洞마을 樂善堂 古宅) (Nakseondang Historic House in Yangdong Village, Gyeongju)                                     | 경북 경주시 강동면 양동마을안길 75-24 (양동리)         | 손영호                  | 1979년 1월 26일 지정, 2017년 2월 28일 명칭변경                                                                         |      |
| 74호   |      | 경주 양동마을 사호당 고택 (慶州 良洞마을 沙湖堂 古宅) (Sahodang Historic House in Yangdong Village, Gyeongju)                                        | 경북 경주시 강동면 양동마을안길 83-8 (양동리)          | 이원필                  | 1979년 1월 26일 지정, 2017년 2월 28일 명칭변경                                                                         |      |
| 75호   |      | 경주 양동마을 상춘헌 고택 (慶州 良洞마을 賞春軒 古宅) (Sangchunheon Historic House in Yangdong Village, Gyeongju)                                    | 경북 경주시 강동면 양동마을안길 85-7 (양동리)          | 백경남                  | 1979년 1월 26일 지정, 2017년 2월 28일 명칭변경                                                                         |      |
| 76호   |      | 경주 양동마을 근암 고택 (慶州 良洞마을 謹庵 古宅) (Geunam Historic House in Yangdong Village, Gyeongju)                                              | 경북 경주시 강동면 양동리 214-1                        | 이동기                  | 1979년 1월 26일 지정, 2017년 2월 28일 명칭변경                                                                         |      |
| 77호   |      | 경주 양동마을 두곡 고택 (慶州 良洞마을 杜谷 古宅) (Dugok Historic House in Yangdong Village, Gyeongju)                                               | 경북 경주시 강동면 양동마을길 152-9 (양동리)           | 이지관                  | 1979년 1월 26일 지정, 2017년 2월 28일 명칭변경                                                                         |      |
| 78호   |      | 경주 양동마을 수졸당 고택 (慶州 良洞마을 守拙堂 古宅) (Sujoldang Historic House in Yangdong Village, Gyeongju)                                       | 경북 경주시 강동면 양동리 212                          | 정영교                  | 1979년 1월 26일 지정, 2017년 2월 28일 명칭변경                                                                         |      |
| 79호   |      | 경주 양동마을 이향정 고택 (慶州 良洞마을 二香亭 古宅) (Ihyangjeong Historic House in Yangdong Village, Gyeongju)                                     | 경북 경주시 강동면 양동리 89                           | 정연갑                  | 1979년 1월 26일 지정, 2017년 2월 28일 명칭변경                                                                         |      |
| 80호   |      | 경주 양동마을 수운정 (慶州 良洞마을 水雲亭) (Suunjeong Pavilion in Yangdong Village, Gyeongju)                                                       | 경북 경주시 강동면 양동마을안길 45-20 (양동리)         | 손석창                  | 1979년 1월 26일 지정, 2017년 2월 28일 명칭변경                                                                         |      |
| 81호   |      | 경주 양동마을 심수정 (慶州 良洞마을 心水亭) (Simsujeong Pavilion in Yangdong Village, Gyeongju)                                                      | 경북 경주시 강동면 양동마을길 138-5 (양동리)           | 이강원                  | 1979년 1월 26일 지정, 2017년 2월 28일 명칭변경                                                                         |      |
| 82호   |      | 경주 양동마을 안락정 (慶州 良洞마을 安樂亭) (Allakjeong Lecture Hall in Yangdong Village, Gyeongju)                                                  | 경북 경주시 강동면 양동마을길 92-19 (양동리)           | 이재원                  | 1979년 1월 26일 지정, 2017년 2월 28일 명칭변경                                                                         |      |
| 83호   |      | 경주 양동마을 강학당 (慶州 良洞마을 講學堂) (Lecture Hall in Yangdong Village, Gyeongju)                                                             | 경북 경주시 강동면 양동마을길 138-9 (양동리)           | 정기화                  | 1979년 1월 26일 지정, 2017년 2월 28일 명칭변경                                                                         |      |
| 84호   |      | 안동 하회마을 화경당 고택 (安東 河回마을 和敬堂 古宅) (Hwageongdang Historic House in Hahoe Village, Andong)                                         | 경북 안동시 풍천면 북촌길 7 (하회리)                   | 유세호                  | 1979년 1월 26일 지정, 2017년 2월 28일 명칭변경                                                                         |      |
| 85호   |      | 안동 하회마을 원지정사 (安東 河回마을 遠志精舍) (Wonjijeongsa House in Hahoe Village, Andong)                                                        | 경북 안동시 풍천면 북촌길 17-7 (하회리)                | 이규성                  | 1979년 1월 26일 지정, 2017년 2월 28일 명칭변경                                                                         |      |
| 86호   |      | 안동 하회마을 빈연정사 (安東 河回마을 賓淵精舍) (Binyeonjeongsa House in Hahoe Village, Andong)                                                      | 경북 안동시 풍천면 북촌길 17-22 (하회리)               | 강창구                  | 1979년 1월 26일 지정, 2017년 2월 28일 명칭변경                                                                         |      |
| 87호   |      | 안동 하회마을 작천 고택 (安東 河回마을 鵲泉 古宅) (Jakcheon Historic House in Hahoe Village, Andong)                                                 | 경북 안동시 풍천면 종가길 76 (하회리)                  | 유시주                  | 1979년 1월 26일 지정, 2017년 2월 28일 명칭변경                                                                         |      |
| 88호   |      | 안동 하회마을 옥연정사 (安東 河回마을 玉淵精舍) (Ogyeonjeongsa House in Hahoe Village, Andong)                                                       | 경북 안동시 풍천면 광덕솔밭길 86 (광덕리)              | 김정희                  | 1979년 1월 26일 지정, 2017년 2월 28일 명칭변경                                                                         |      |
| 89호   |      | 안동 하회마을 겸암정사 (安東 河回마을 謙菴精舍) (Gyeomamjeongsa House in Hahoe Village, Andong)                                                      | 경북 안동시 풍천면 풍일로 181 (광덕리)                 | 유영우                  | 1979년 1월 26일 지정, 2017년 2월 28일 명칭변경                                                                         |      |
| 90호   |      | 안동 하회마을 염행당 고택 (安東 河回마을 念行堂 古宅) (Yeomhaengdang Historic House in Hahoe Village, Andong)                                        | 경북 안동시 풍천면 남촌길 60-5 (하회리)                | 유한성                  | 1979년 1월 26일 지정, 2017년 2월 28일 명칭변경                                                                         |      |
| 91호   |      | 안동 하회마을 양오당 고택 (安東 河回마을 養吾堂古宅) (Yangodang Historic House in Hahoe Village, Andong)                                             | 경북 안동시 풍천면 하회리 655                          | 류시주                  | 1979년 1월 26일 지정, 2017년 2월 28일 명칭변경                                                                         |      |
| 92호   |      | 순천 낙안읍성 이방댁 (順天 樂安邑城 吏房宅) (Ibangdaek House in Naganeupseong, Suncheon)                                                             | 전남 순천시 낙안면 충민길 33-1 (동내리)                | 김도수                  | 1979년 1월 26일 지정, 2017년 2월 28일 명칭변경                                                                         |      |
| 93호   |      | 순천 낙안읍성 들마루집 (順天 樂安邑城 들마루집) (Dlemarujip House in Naganeupseong, Suncheon)                                                        | 전남 순천시 낙안면 읍성안길 151 (남내리)               | 이경심                  | 1979년 1월 26일 지정, 2017년 2월 28일 명칭변경                                                                         |      |
| 94호   |      | 순천 낙안읍성 뙤창집 (順天 樂安邑城 뙤窓집) (Ttoechangjip House in Naganeupseong, Suncheon)                                                          | 전남 순천시 낙안면 읍성안길 143 (남내리)               | 이한호                  | 1979년 1월 26일 지정, 2017년 2월 28일 명칭변경                                                                         |      |
| 95호   |      | 순천 낙안읍성 마루방집 (順天 樂安邑城 마루방집) (House with Wooden Floored Room in Naganeupseong, Suncheon)                                          | 전남 순천시 낙안면 충민길 90 (서내리)                  | 송상수                  | 1979년 1월 26일 지정, 2017년 2월 28일 명칭변경                                                                         |      |
| 96호   |      | 순천 낙안읍성 대나무 서까래집 (順天 樂安邑城 대나무 서까래집) (Bamboo Rafter House in Naganeupseong, Suncheon)                                       | 전남 순천시 낙안면 충민길 92 (서내리)                  | 김석영                  | 1979년 1월 26일 지정, 2017년 2월 28일 명칭변경                                                                         |      |
| 97호   |      | 순천 낙안읍성 ㄱ자집 (順天 樂安邑城 ㄱ字집) (ㄱ Shaped House in Naganeupseong, Suncheon)                                                             | 전남 순천시 낙안면 동내리 283                          | 낙안읍성 관리사무소     | 1979년 1월 26일 지정, 2017년 2월 28일 명칭변경                                                                         |      |
| 98호   |      | 순천 낙안읍성 주막집 (順天 樂安邑城 酒幕집) (Old Tavern House in Naganeupseong, Suncheon)                                                            | 전남 순천시 낙안면 동내리 343-1                        | 낙안읍성 관리사무소     | 1979년 1월 26일 지정, 2017년 2월 28일 명칭변경                                                                         |      |
| 99호   |      | 순천 낙안읍성 서문성벽집 (順天 樂安邑城 西門城壁집) (House at the West Gate of City Wall in Naganeupseong, Suncheon)                                 | 전남 순천시 낙안면 충민길 104 (서내리)                 | 정혜성                  | 1979년 1월 26일 지정, 2017년 2월 28일 명칭변경                                                                         |      |
| 100호  |      | 순천 낙안읍성 향리댁 (順天 樂安邑城 鄕吏宅) (Hyangridaek House in Naganeupseong, Suncheon)                                                           | 전남 순천시 낙안면 읍성안길 95 (남내리)                | 이근의                  | 1979년 1월 26일 지정, 2017년 2월 28일 명칭변경                                                                         |      |
| 101호  |      | 순창 충신리 석장승 (淳昌 忠信里 石長栍) (Stone Guardian Post of Chungsin-ri, Sunchang)                                                               | 전북 순창군 순창읍 장류로 407-11 (남계리)              | 순창군수                | 1979년 1월 23일 지정                                                                                                   |      |
| 102호  |      | 순창 남계리 석장승 (淳昌 南溪里 石長栍) (Stone Guardian Post of Namgye-ri, Sunchang)                                                                 | 전북 순창군 순창읍 남계리 966-7                        | 순창군청                | 1979년 1월 23일 지정                                                                                                   |      |
| 103호  |      | 전(傳) 왕비 당의 (傳 王妃 唐衣) (Semi-formal Jacket Worn by a Queen Consort (Presumed))                                                              | 서울 광진구 능동로 209 (군자동,세종대학교)             | 세종대학교              | 1979년 1월 23일 지정                                                                                                   |      |
| 104호  |      | 달성 삼가헌 고택 (達城 三可軒 古宅) (Samgaheon Historic House, Dalseong)                                                                             | 대구 달성군 하빈면 묘동4길 15 (묘리)                   | 삼가헌보존회            | 1979년 12월 31일 지정, 2007년 1월 29일 명칭변경 2017년 2월 28일 명칭변경                                               |      |
| 105호  |      | 구미 쌍암고택 (龜尾 雙巖古宅) (Ssangam Historic House, Gumi)                                                                                         | 경북 구미시 해평면 해평리 239                          | 최열                    | 1979년 12월 31일 지정                                                                                                  |      |
| 106호  |      | 청도 운강 고택과 만화정 (淸道 雲岡 故宅과 萬和亭) (Ungang Historic House and Manhwajeong Pavilion, Cheongdo)                                         | 경북 청도군 금천면 선암로 474, 외 1필지 (신지리)       | 박성욱                  | 1979년 12월 31일 지정, 2017년 2월 28일 명칭변경                                                                        |      |
| 107호  |      | 영천 연정 고택 (永川 蓮亭 古宅) (Yeonjeong Historic House, Yeongcheon)                                                                               | 경북 영천시 임고면 선원연정길 49-10 (선원리)           | 정대준                  | 1979년 12월 31일 지정, 2017년 2월 28일 명칭변경                                                                        |      |
| 108호  |      | 영양 서석지 (英陽 瑞石池) (Seoseokji Garden, Yeongyang)                                                                                              | 경북 영양군 입암면 연당리 394-2                        | 동래정씨문중(정경정)    | 1979년 12월 31일 지정                                                                                                  |      |
| 109호  |      | 청주 출토 순천김씨 의복 및 간찰 (淸州 出土 順天金氏 衣服 및 簡札) (Clothes and Letters of Lady Kim of the Suncheon Kim Clan Excavated from Cheongju) | 충북 청주시 흥덕구 개신동 산48충북대학교박물관         | 충북대학교박물관        | 1979년 12월 28일 지정                                                                                                  |      |

## 같이 보기
- 대한민국의 국가유산
- 대한민국의 국보
- 대한민국의 보물
- 대한민국의 천연기념물
- 대한민국의 사적
- 대한민국의 명승
- 대한민국의 국가무형유산